# Time (Arca)
Time è un singolo della musicista venezuelana Arca, il secondo estratto dal quarto album in studio KiCk i e pubblicato il 20 maggio 2020.

## Descrizione
Nel brano la musicista venezuelana canta che è arrivato il tempo "di mostrarsi al mondo". Le poche parole del testo sono accompagnate da ripetuti riverberi e onde da sintetizzatore che calmano l'ascoltatore, invitandolo a "prendersi il tempo" che gli serve. Paper descrive la canzone come una compiuta «metamorfosi di Arca rispetto al suo ultimo album, che arriva a patti con la propria identità di genere, transitando e trovando amore. Time può leggersi come una lettera d'amore sulla crescita personale [...] e un promemoria piuttosto premuroso per praticare la cura di sé».

## Video musicale
Il video musicale del singolo è stato girato durante le prove dello spettacolo Mutant;Faith realizzato da Arca allo Shed di New York nel 2019 e per le strade di New York.

## Tracce
Testi e musiche di Alejandra Ghersi.
1. Time – 2:46

## Formazione
Crediti tratti dall'edizione LP dell'album.
- Arca – performer, autrice dei testi, autrice delle musiche, produzione
- Alex Epton – missaggio
- Enyang Urbiks – mastering